# Noelle Pikus-Pace
Noelle Pikus-Pace (n. 8 decembrie 1982, Provo⁠(d), Utah, SUA) este o sportivă ce a reprezentat Statele Unite ale Americii, medaliată olimpică. A participat la 2 ediții ale Jocurilor Olimpice (2010, 2014) în care a câștigat o medalie de argint.